# Svjetionik Hrid Porer
Svjetionik Porer je svjetionik na vrhu hridi Porer, jugozapadno od Kamenjaka, najjužnijeg rta Istre.
Izgrađen je 1833. godine na vrhu hridi, gdje se iz središta prizemne stambene zgrade uzdiže kružna kamena kula visine 31 metar.  
U zgradi se nalaze dva apartmana koji se mogu unajmiti za odmor. Dvorište svjetionika nastavlja se na most na kome je dizalica za podizanje brodica. Na kamenom prizemlju zgrade, betonirano je dvorište. Opskrba je po prethodnom dogovoru s opskrbnikom moguća njegovim brodom.

## Nautički podaci
Svjetionik odašilje svjetlosni signal B Bl(3) 15s, a nazivni domet mu je 25 milja. Svjetionik osim svjetlosnih signala odašilje i zvučni signal; svake 42 sekunde oglasi se sirena. Nazivni domet zvučnoga signala jest 2 milje. Automatiziran je i uključen u sustav daljinskog nadzora. Na svjetioniku je stalna svjetioničarska posada.
Svjetionik na Poreru ima još jednu dodatnu funkciju. U slučaju da svjetionik na pličini Albanežu koji leži oko 2 km jugozapadno od Porera ne radi, na svjetioniku Poreru gori još jedno pomoćno svjetlo koje odašilje svjetlosni signal BCZ izo 6s s nazivnim dometom 7 do 11 milja.

## Zanimljivosti
Svjetionik Porer uvršten u park minijaturnih građevina Minimundus u Austriji blizu Klagenfurta. Za model je iskorišteno 4 tisuće komada vapnenačke cigle, a gradnja je trajala šest mjeseci.

## Vanjske poveznice
|  | Zajednički poslužitelj ima još gradiva o temi Svjetionik Hrid Porer |